# Allium nemrutdaghense
Allium nemrutdaghense — вид трав'янистих рослин родини амарилісові (Amaryllidaceae), ендемік східної Туреччини.

## Опис
Цибулина одиночна, субкуляста, діаметром 3.5–4 см; оболонки паперові, зовнішня сірувата, внутрішня біла. Стебло 12–20 см, прямостійне. Листків 3, прикореневі, плоскі або жолобчасті, еліптично-ланцетні, 18–28 мм завширшки, голі, з часом зубчасті на краю. Зонтик півсферичний, 4 см діаметром, багатоквітковий, досить щільний. Сегменти оцвітини білі з блідою середньою жилкою, довгасто-еліптичні, 5–5.5 мм, субгострі, стійкі. Пиляки жовті. Зав'язь сидяча, чорнувата. Зріла коробочка субкуляста, 4.5–5 мм.

## Поширення
Ендемік східної Туреччини (Адіяман).
Росте на горі Немрут в місті Адіяман. Люди області Немрут споживають цю рослину в їжу.